# Купчино
Ку́пчино (фин. Kupsila)— исторический район на юге Санкт‑Петербурга. На его территории расположено несколько муниципалитетов: «Купчино», «Георгиевский», «Балканский», большая часть округов № 72 и № 75, малая часть округа «Волковское».

## География

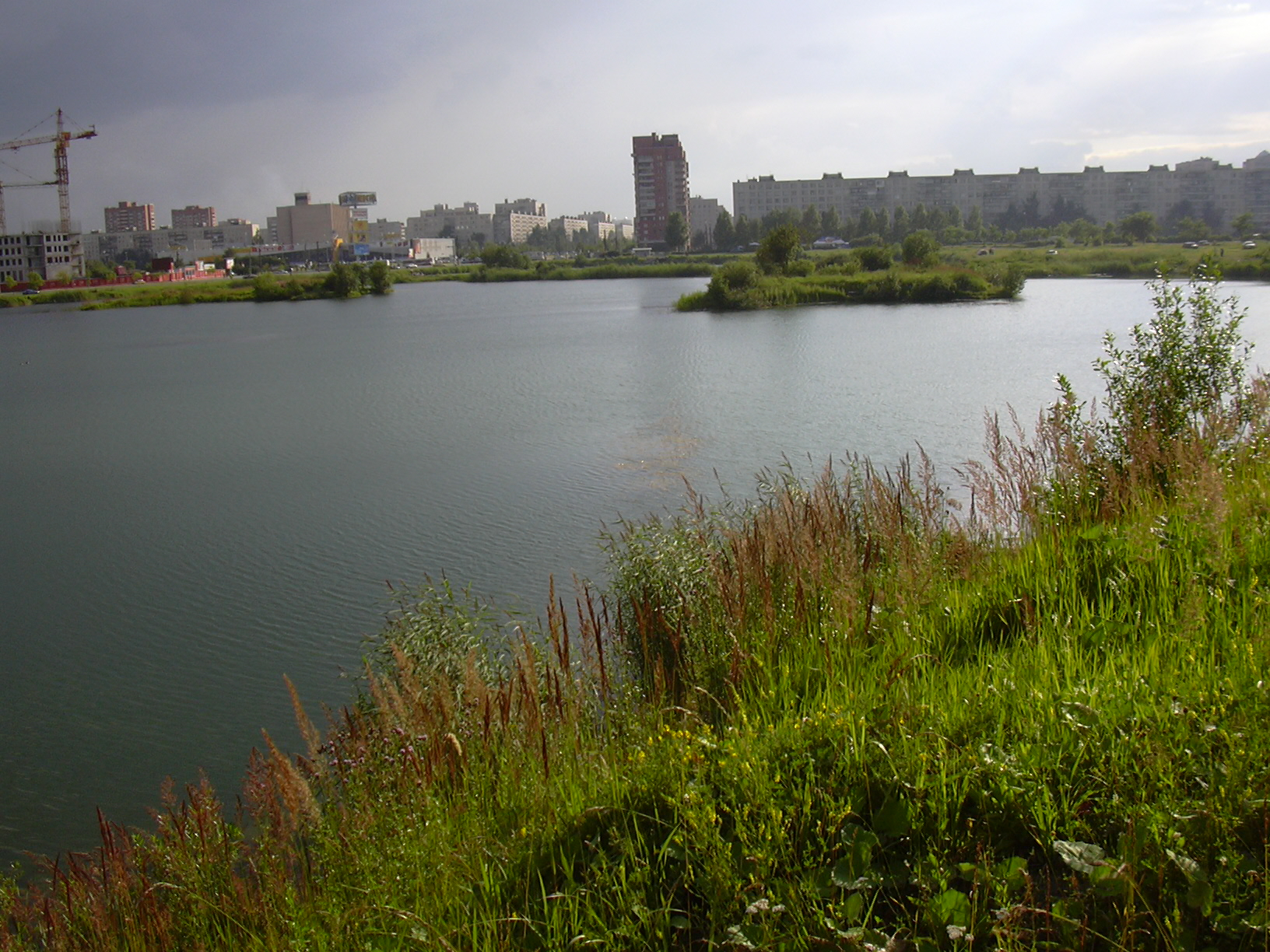
Купчинские карьеры

На севере Купчино граничит с районом Волково по улице Фучика. На востоке отделено Софийской улицей от промзоны района Обухово. На западе район Купчино ограничен от Московского района рекой Волковкой и полотном Октябрьской железной дороги. На юге за Купчино начинается промзона на территории бывшего совхоза Шушары.
Район расположен в Приневской низине, в среднем течении одного из южных притоков Невы реки Волковки, ранее также называвшейся Сетуй. Почвы глинистые, местами заболоченные. Естественной растительностью были кустарник, берёза и рябина.
По времени застройки Купчино условно делится на Северное (также Старое) Купчино, застраиваемое с 1964 года, и Южное (или Новое) Купчино, где строительство шло с 1970-х годов. Естественной границей являлось русло реки Волковки (примерно в районе современного Альпийского переулка): до его засыпки массовое строительство велось к северу от реки, после её частичной засыпки в 1972—1973 гг. (река была спрямлена и заключена в Волковский канал, протекающий вдоль Витебской линии Октябрьской железной дороги) началась застройка территории, расположенной южнее.
В восточной части района расположены купчинские карьеры. На холмах, сформированных отвалами Кирпичного завода южнее улицы Ярослава Гашека, в 1999 году группа энтузиастов обустроила так называемое капище Перуна, просуществовавшее до 2007 года.

## История

### Топонимика
Название исторического района произошло от деревни Купчино — одного из населённых пунктов, располагавшихся в пределах современного исторического района.

### Предыстория
На месте современного исторического района ранее располагались деревни (Купчино, Романово и другие), совхозы, огороды. 12 июня 1950 года населённый пункт Купчино вместе со Средне-Рогатским поселковым советом был передан в пригородную зону Ленинграда — подчинён Московскому районному совету Ленинграда. 1 января 1958 года село Купчино вошло в состав Московского района Ленинграда. В 1961 году территория Купчина переподчиняется Фрунзенскому району. В 1962 году по Южному шоссе пошёл автобусный маршрут от станции метро Парк Победы.

### Период массового жилищного строительства 1964—1985 гг.

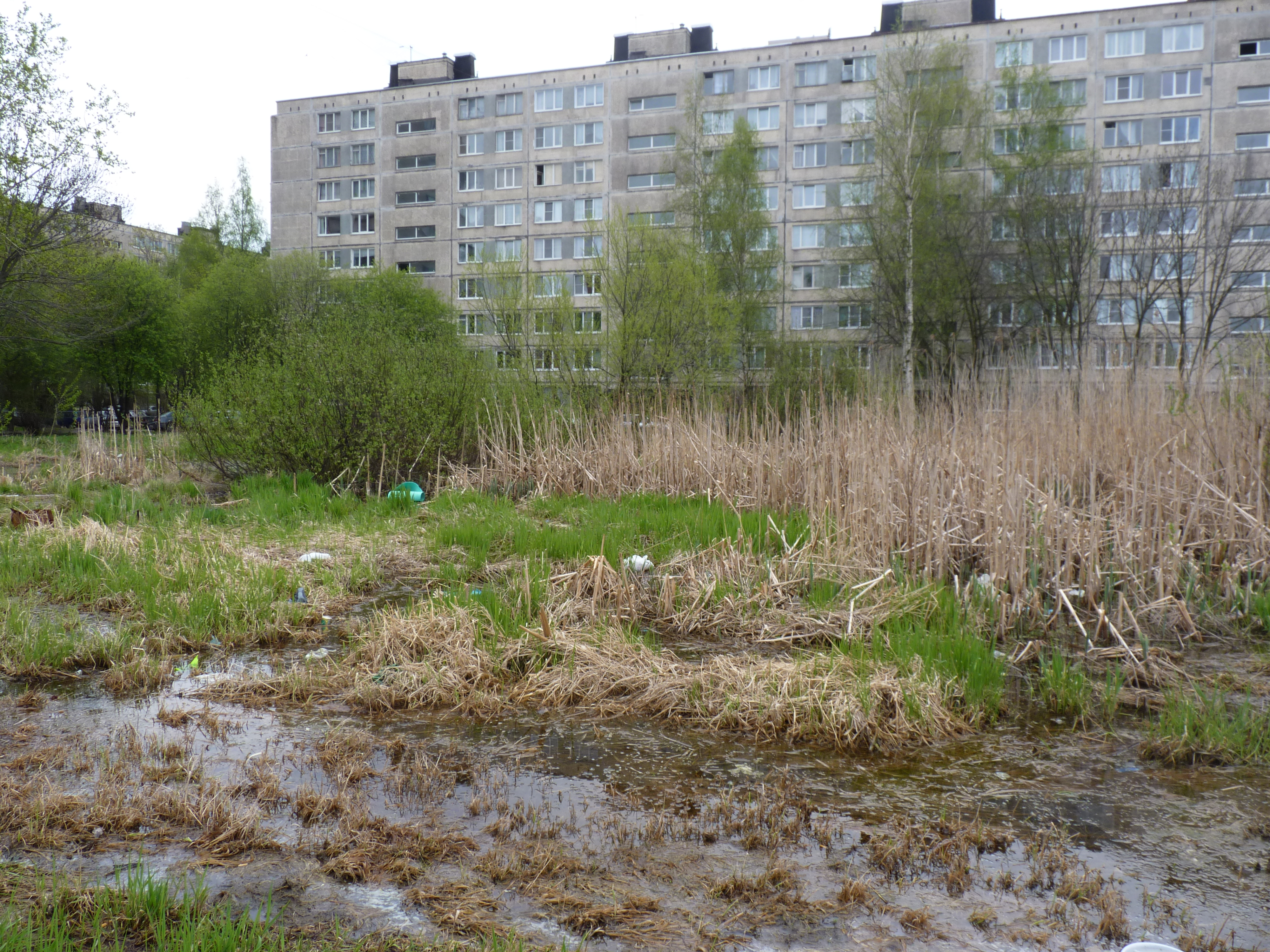
Болото на месте кладбища деревни Купчино

К 1964 году на территории будущего «большого Купчина» находились следующие жилые населённые пункты (местоположение указано относительно будущих улиц):
- Посёлок Купчино (бывшая деревня Купчинова, село). Располагался в районе начала улицы Димитрова. Дома деревянные. Последний дом снесён по решению суда в марте 1976 года; полностью уничтожены оба деревенских кладбища.
- Посёлок Рылеево (бывшее село Романово). В районе здания Администрации Фрунзенского района. Дома деревянные. Последний дом сгорел в 1968 году. Петроградской Городской Думой, в период с 1909—1912 была проведена трассировка улиц на массивной территории (на западе — от района углов с Белградской улицей, современных улицы Турку и до Альпийского переулка, на востоке — до современных пересечений улиц Турку и Софийской, и парка Интернационалистов)[8][9],но массовой застройки местности, так и не началось.
- Посёлок при кирпичном заводе № 4. Дома № 56-116 по Южному шоссе. В 1970-х годах 20 каменных домов были включены в состав квартала № 20а ЮРВ.
- Посёлок имени Шаумяна (бывший посёлок Николаевский). К северу от Софийской площади, между улицами Салова и Белы Куна. Дома деревянные[10]. Исчез к 1970 году: территория вошла в состав жилой и промышленной застройки кварталов № 4 и 5 ВВЖД.
- Посёлок железнодорожников Фарфоровский пост. Возле ж/д станции Фарфоровская. В 1966—1973 годах 18 каменных и шесть деревянных домов вошли в состав застройки кварталов № 19 и № 4е ВВЖД.
- Центральная усадьба совхоза «Ударник». Северо-восточнее угла улиц Турку и Белградской. В 1970—1974 годах четыре каменных жилых дома вошли в состав застройки квартала № 8 ВВЖД.
- Посёлок Московская Слободка (Московка). К югу от станции метро «Купчино». После войны здесь находились только садоводческие участки, заброшенные к 2000-м годам.

В 1964 году здесь разворачивается массовое жилищное строительство, определившее современный облик района. Застройка велась в соответствии с Проектом детальной планировки, разработанным в мастерской № 5 института Ленпроект, которой руководил архитектор Д. С. Гольдгор, при участии зам. главного архитектора Ленинграда А. И. Наумова. Практически все улицы спального района были проложены заново по бывшим полям, выгонам и пустырям, только Альпийский переулок и Южное шоссе прошли по трассе Куракиной дороги конца XVIII в. В названиях улиц преобладает балканская тематика стран Восточного блока: улицы Белградская, Будапештская, Бухаресткая, Малая Балканская, Софийская, Пловдивская, Олеко Дундича, Ярослава Гашека, Загребский бульвар, Шипкинский переулок. Главными магистралями стали проспект Славы и Бухарестская улица. При планировании применялся принцип микрорайонирования, предполагавший, что все основные магазины, общественно-торговые центры, объекты соцкультбыта (почта, сберкассы, прачечные и т. п.), а также школы и детские сады будут располагаться для жителей микрорайона в «шаговой доступности» на территории их квартала. Микрорайоны рассчитывались примерно на 8000 жителей.
Район застраивался в два этапа. В 1964—1968 годах были построены дома в кварталах вдоль проспекта Славы и улицы Белы Куна — так называемое Старое (Северное) Купчино. Первые дома были построены в 1964 году возле перекрёстка проспекта Славы и Будапештской улицы. В 1972—1985 годах велась застройка южнее старого русла реки Волковки — Новое (Южное) Купчино. При этом в 1972—1973 годах большая часть русла Волковки была засыпана и прорыт прямой Волковский канал от улицы Димитрова вдоль Белградской до улицы Салова. Между Альпийским переулком и улицей Димитрова по обе стороны от Будапештской улицы, и далее на восток между проспектом Славы и Южным шоссе сохранилось несколько прудов — остатков старого, естественного русла Волковки.
Район застраивался сначала пятиэтажными хрущёвками (1964—1972 гг.), затем — панельными и кирпичными 9-этажками, со вкраплением точечных кирпичных домов в 12 и 14 этажей (1966—1979 г.). Строительство панельных жилых домов вёл в основном Обуховский ДСК-2, в меньшей степени — ДСК-3, ДСК-4 и ДСК-6. Строительство зданий школ, детских садов и торговых центров вёл преимущественно Колпинский ДСК-5. Основными сериями домов были следующие (в скобках указан период их строительства в Купчине):
- панельные жилые дома:
  - 5-этажные серий Г-3и и Г-2и (1966—1968 гг.) — 22 дома (из них 3 — серии Г-2и);
  - 5-этажные серий 1ЛГ-502 и 1ЛГ-502В (1964—1972 гг.) — 94 дома (из них 7 — 1ЛГ-502В);
  - 5-этажные серии 1ЛГ-507 (1966—1971 гг.) — 51 дом;
  - 5-этажные серии 1ЛГ-504 (1966—1968 гг.) — 18 домов;
  - 9-этажные серии 1ЛГ-602В (1966—1975 гг.) — 118 домов (из них 24 — с поворотными парадными);
  - 9-этажные серии 1ЛГ-602В (1975—1984 гг.) — 43 дома, построенных блок-секционным способом; дома 602-й серии являются самыми массовыми в Купчино
  - 9-этажные серии 1ЛГ-600А-5 (1969 г.) — 5 домов;
  - 9-этажные серии 1ЛГ-504Д (1969—1988 гг.) — 29 домов;
  - 9- и 14-этажные серий 1ЛГ-606 и 1ЛГ-606М (1969—1988 гг.) — 17 домов (из них 7 — по пр. 1ЛГ-606М);
  - 12-, 14- и 16-этажные различных проектов серии 137 (1975 и 1980—1985 гг.) — 41 дом, построенный блок-секционным и блок-квартирным способами;
  - 10- и 12-этажные серий 1ЛГ-504Д-2 и 1ЛГ-504Д-МК (1983—1992 гг.) — 9 домов (из них 3 — серии 1ЛГ-504Д-МК);
- кирпичные жилые дома:
  - 9-этажные серии 1-528КП-41 (1965—1972 гг.) — 26 домов (включая 3 в несерийной конфигурации);
  - 9-этажные «точечные» серии 1-528КП-40 (1965—1973 гг.) — 51 дом;
  - 9-этажные серии 1-528КП-43 (1966—1968 гг.) — 5 домов;
  - 12-этажные серии Щ-5416 (1966—1969 гг.) — 3 дома;
  - 14-этажные «точечные» серии 1-528КП-80Э (1970—1977 гг.) — 31 дом;
  - 9-этажные общежития серии 1-447-С-54 (1972—1974 гг.) — 7 домов;
  - 15-этажные «точечные» общежития серии Щ9378/23к (1977—1990 гг.) — 21 дом;
  - 16-этажные «точечные» серии 1-582КП-82 (1980—1994 гг.) — 9 домов;
- все остальные жилые дома построены по индивидуальным проектам или в серии в Купчине менее пяти домов — всего в 1969—1991 гг. 30 кирпичных жилых домов;
- общеобразовательные школы:
  - проект 2ЛГ-02-2 (кирпичный) и 2ЛГ-02-2/64 (панельный) на 960 учащихся (1965—1971 гг.) — 9 школ, из них 2 кирпичные;
  - панельные проекты 2С-02-9 на 960 учащихся (24 класса) и 2С-02-10 на 1280 учащихся (32 класса) (1968—1984 гг.) — 32 школы, из них 7 по пр. 2С-02-9;
  - проекты 222-1-ЛГ (панельный) и 224-1-2ЛГ (кирпичный) на 1176 учащихся (30 классов) (1985—1990 гг.) — 6 школ, из них 2 кирпичные;
- детские сады-ясли:
  - проекты 2С-04-3 (панельный) и 214-1-117 (кирпичный) с дневным пребыванием 280 детей (1965—1984 гг.) — 74 здания, из них 10 кирпичных;
  - кирпичный проект 214-2-23 с дневным пребыванием 140 детей (1979—1982 гг.) — 9 зданий;
- торгово-бытовые общественные центры и универсальные магазины:
  - ТБЦ проекта 2ЛГ-07-1 («стекляшки») (1965—1971 гг.) — 15 комплексов зданий;
  - комплексов бытового обслуживания проекта 2ЛГ-08-11 (1966—1975 гг.) — 6 зданий;
  - универсамов проекта 272-13-39 (1970—1983 гг.) — 3 здания;
  - ОЦ проектов 272-31-21 (на 9000 жителей) и 272-31-22 (на 12 000 жителей) (1973 г.) — 3 комплекса зданий.
  - ТБЦ проекта 272-31-1ЛГ (1978 г.) — 1 комплекс зданий.

В 1985 году все кварталы района освоены и застроены, дальнейшее строительство идёт значительно меньшими темпами и по «уплотнительному» принципу.
Быстро растёт численность населения нового спального района. В 1968 году в Купчине проживало около 70 тыс. человек, в 1972 году — 170 тысяч, в 1975 году — 250 тысяч, в 1985 году — более 300 тысяч, а в 1991 году — около 370 тыс. человек.
В 1970 году на Бухарестской улице открылся первый в СССР универсам — «Фрунзенский», построенный с учётом итальянского опыта и с использованием импортного оборудования.
В 1982 году южнее проспекта Славы был разбит парк (с 1988 г. — парк Интернационалистов), а в конце 1980-х годов появилась зелёная зона вдоль Загребского бульвара.
Транспортная сеть района будущих новостроек поначалу получила привязку к Московскому району. Железнодорожный путепровод под Витебским направлением железной дороги в створе Благодатной улицы, на которой расположен ДСК-2, позволил открыть в 1966 году автобусный маршрут № 59 от станции метро «Электросила» к будущей Будапештской улице, а в ноябре 1967 года — трамвайное движение (маршруты № 43 и № 45) с выходом на трассу Бухарестской улицы и по ней до проспекта Славы.
Второй путепровод под той же железной дорогой со стороны Московского района был устроен на продолжении улицы Типанова с выходом в Купчино на проспект Славы, который был вновь пробит параллельно Южному шоссе в направлении станции Сортировочная. К этой станции Московского направления железной дороги, к востоку от которой начинался уже Невский район, были подведены две первые троллейбусные линии Купчина. Движение по ним на всём протяжении проспекта Славы в сторону Московского района началось в 1969 году, причём маршрут № 26 шёл до Московских ворот, а № 27 через улицу Типанова далее на запад по следующему отрезку будущей Центральной дуговой магистрали, в Кировский район.
Соединение с восточным сегментом ЦДМ было осуществлено в 1974 году, с открытием Невского путепровода над Московским направлением железной дороги и станцией «Сортировочная». С 1969 года троллейбусная связь Московского района с проспектом Славы осуществлялась только через путепровод в створе улицы Типанова, а в 1971 году и со стороны Благодатной, что позволило открыть движение троллейбусов также по улицам Будапештской, Пражской и Белы Куна. Важным событием в жизни района стало открытие в 1972 году станции метро «Купчино», у которой в 1974 году начало работать совмещённое кольцо трамваев и троллейбусов.
Всего на территории Купчина по состоянию на 1991 год (распад СССР) действовали 84 детских сада, 49 общеобразовательных школ, одна высшая школа (профсоюзная), одна детская музыкальная школа, 8 ПТУ, одна больница, семь детских поликлиник, семь поликлиник для взрослых, две стоматологические поликлиники, один роддом, шесть отделений милиции, 14 отделений Сбербанка, 15 отделений связи Почты СССР, 11 аптек (1 дежурная), 11 библиотек, четыре кинотеатра, один дом пионеров, два универмага, 24 торгово-бытовых центра/универсама, 21 прачечная и девять химчисток, 23 столовые, кафе и ресторана, семь булочных, два молочных магазина и три диетических, четыре книжных магазина, три фотоателье, три хозтоварных магазина, один мебельный, один трикотажный, два галантерейных, один культтоварный и два ювелирных магазина, две автозаправочные станции, пять АТС, семь мастерских по ремонту часов, металлоизделий, телерадио, пять ателье пошива одежды.
От советских времён осталось много нереализованных проектов:
- Южный обводный канал (по ул. Турку)[15],
- Большой парк в кварталах между проспектом Славы, Бухарестской и Софийской ул. (по Генплану 1987 г.);
- Детско-юношеская спортивная школа на 170 учащихся (на ул. Турку);
- Дом культуры (перекрёсток пр. Славы и Пражской ул.);
- 140-м башня НТПО «Ленсистемотехника» (Гамбургская пл.);
- Кросс-платформенные переходы станции метро «Купчино» и одноимённой железнодорожной станции;
- Новые станции метро Фрунзенского радиуса, которые планировалось открыть в 1991 году.

В конце 1970-х молодёжь Купчина испытала влияние панк-культуры.

### Современность
В 1996 году в жизни района начинается новая веха, когда у станции метро открывается универмаг «Пассаж на Балканской». С тех пор в Купчине начинается строительство торгово-развлекательных центров. Параллельно активизируется и религиозная жизнь. С 1992 заявляет о себе община неоязычников, основавшая в районе Капище Перуна. В 2002 и 2005 годах в Купчине появилось два новых православных храма, построенных в честь Георгия Победоносца и Серафима Вырицкого. Для решения транспортной проблемы в 2004 году был построен путепровод в створе Дунайского проспекта, соединивший Купчино с Московским районом.
В 2009 году Фрунзенский район возглавил молодой депутат Терентий Мещеряков, заявлявший амбициозные планы по превращению Купчина в «креативный район». С этой целью была посажена «Аллея блогеров», выпущены духи «Аромат Купчино», а также предприняты иные меры по изменению имиджа района. В декабре 2012 года общественности было представлено также и мыло с ароматом Купчина.
В мае 2013 года Терентий Мещеряков получает новое назначение — руководить Кронштадтским районом, а главой районной администрации становится Владимир Омельницкий, ранее руководивший Василеостровским районом.

## Архитектура
- Функционализм — серые железобетонные многоэтажки позднесоветской застройки (1965—1991).
- Функционализм с элементами конструктивизма или даже модерна (после 1991 г.)
- Неоготика — красно-кирпичные дома «среднего класса» с автостоянками: таун-хаус на Бухарестской, дом на юго-западе перекрёстка Будапештской и Ярослава Гашека (1991—1999)
- Хай-тек (с 1999) — архитектура торговых центров.

## Транспорт
- Станции метро:
 «Бухарестская»,  «Международная»,  «Проспект Славы»,  «Дунайская» расположены непосредственно на территории Купчина по оси Бухарестской улицы.
 «Купчино» располагается рядом с Балканской площадью в Московском районе рядом с юго-западной частью Купчина.
- Железнодорожные станции:
Для пригородных поездов с Витебского вокзала: Купчино и Проспект Славы.
Для пригородных поездов с Московского вокзала: Фарфоровская, Сортировочная и Обухово располагаются в Невском районе к востоку от Купчина.

По южной границе района проходит железнодорожная ветка Рыбацкое — Предпортовая, использующаяся исключительно для грузового сообщения (станция Купчинская).
- Внутри Купчина проходят маршруты трамваев, троллейбусов и автобусов:

22 автобуса
5 троллейбусов
5 трамваев

## Инфраструктура
- Крупнейшие магазины: ТРК «Балканский», ТРК «Балкания Нова», ТРК Южный Полюс, Универмаг Купчинский, «Домовой», «Лента», «Карусель», «Пятёрочка», «О’кей», «Полушка», ТРК «РИО», ТРК «Международный»[22] , ТРК Континент на «Бухарестской»[23]
- Кинотеатры: «Кронверк Синема» («Формула Кино» с 2013 г.), «Мираж Синема», «Люксор».

Здравоохранение: НИИ «Скорой помощи» им. И. И. Джанелидзе, Детская городская клиническая больница № 5 им. Н. Ф. Филатова, Родильный дом № 16.

## Достопримечательности
- Памятник бравому солдату Швейку, герою книги Ярослава Гашека, расположенный на Балканской площади.
- Памятник Георгию Димитрову на углу Купчинской улицы и улицы Димитрова.
- Бюст Георгия Константиновича Жукова на проспекте Славы.
- Парк Интернационалистов на проспекте Славы.
- Парк Героев-Пожарных на улице Димитрова
- Холм Славы
- Памятник врачу-офтальмологу Фёдорову Святославу Николаевичу, установленный во дворе клиники «Микрохирургия глаза» (улица Ярослава Гашека, дом 21)
- Яблоневый сад
- Универсам «Фрунзенский», первый в СССР универсам.

## Религия
Помимо православных общин, в Купчине также существуют общины неоязычников, адвентистов, баптистов.
Православные храмы
- Церковь Георгия Победоносца (проспект Славы, 45)
- Часовня Святого преподобного Серафима Вырицкого и строящийся храм (Загребский бульвар, 26)
- Церковь святых равноапостольных Кирилла и Мефодия в Купчино на территории Санкт-Петербургского гуманитарного университета профсоюзов (улица Фучика, 15)